# Lickóvadamos
Lickóvadamos es un pueblo ubicado en el condado de Zala, Hungría.

## Superficie
Posee una superficie de 6,69 kilómetros cuadrados.

## Demografía
Hasta 2021 la población era de 174 habitantes, con una densidad de población de 26,0 habitantes por kilómetro cuadrado. En 2011 el 97,6% de la población estaba conformada por húngaros y la religión predominante era el catolicismo.